# Demande agrégée
Cet article concerne un concept de macroéconomie. Pour la demande agrégée pour les consommateurs, voir Demand curve.
Pour la macroéconomie, la demande agrégée (notée {\displaystyle AD}) représente la demande totale de biens et services dans une économie (notée {\displaystyle Y}) pour un temps et un niveau de prix donnés. C'est la quantité de biens et services dans l'économie qui sera achetée à tous les niveaux de prix. Il s'agit donc de la demande pour le produit intérieur brut (PIB) d'un pays lorsque les niveaux d'inventaires sont statiques. Elle est souvent appelée demande effective, quoique ce terme soit parfois considéré comme différent.
Il est souvent fait remarquer que la courbe de la demande agrégée tend vers le bas parce qu'à des niveaux de prix inférieurs une plus grande quantité est demandée. Bien que ce soit correct en microéconomie, au niveau d'un bien particulier, au niveau agrégé ceci est incorrect. La courbe de la demande agrégée tend vers le bas du fait de trois effets distincts; l'effet Pigou, l'effet Keynes sur les taux d’intérêt, et l'effet Mundell-Fleming sur les taux de change.

## Composants
Une courbe de demande agrégée est la somme des courbes de demandes individuelles pour différents secteurs de l’économie. La demande agrégée est habituellement décrite comme la somme linéaire de quatre sources de demande distinctes.
{\displaystyle DA=C+I+G+(X-M)\ }
où
- {\displaystyle C\ } est la consommation finale = {\displaystyle a_{c}+b_{c}(Y-T)},
- {\displaystyle I\ } est l'investissement,
- {\displaystyle G\ } représente les dépenses du gouvernement et administrations publiques,
- {\displaystyle NX=X-M\ } est le solde commercial, avec,
  - {\displaystyle X\ } total des exportations, et
  - {\displaystyle M\ } total des importations = {\displaystyle a_{m}+b_{m}(Y-T)}.

Ces quatre parties majeures, qui peuvent être exprimées aussi bien en termes de valeur réelle que de valeur nominale sont:
- les dépenses de consommation personnelles ({\displaystyle C}) ou "consommation" : demande des ménages et individus sans attaches; sa détermination est décrite par la fonction de consommation. La fonction de consommation est {\displaystyle C=a+(mpc)(Y-T)}.
  - {\displaystyle a} est la consommation autonome, {\displaystyle mpc} est la propension à consommer, {\displaystyle (Y-T)} est le revenu disponible.

- L'investissement brut domestique privé ({\displaystyle I}), par exemple les dépenses d'entreprises pour la construction d'usine. Ceci inclut toutes les dépenses du secteur privé visant à la production future de consommables.
  - Suivant les principes économiques keynésiens certains investissements bruts domestiques privés ne sont pas considérés comme faisant partie de la demande agrégée. La plupart sinon tout l'investissement en inventaires peut être dû à une baisse temporaire de la demande (accumulation imprévue d'inventaire ou "sur-production générale"). Le modèle keynésien prévoit une diminution de la production et du revenu national lorsqu'il y a investissements imprévus (l'accumulation des inventaires correspondrait à une offre en excès de produits; pour le "National Income and Product Accounts" - USA - cette accumulation est traitée comme étant rachetée par son producteur). Ainsi seule la partie planifiée ou prévue, ou désirée, des investissements ({\displaystyle I_{p}}) est comptée dans la demande agrégée (et donc {\displaystyle I} n'inclut pas l'investissement' nécessaire à écouler ou annuler les surplus d'inventaires).
  - L'investissement est affecté par la production et le taux d'intérêt ({\displaystyle i}). En conséquence il peut être exprimer comme {\displaystyle I(Y,i)}. L'investissement a une relation positive avec la production et négative avec le taux d'intérêt. Par exemple, une augmentation du taux d'intérêt causera une diminution de la demande agrégée. Les coûts d'intérêt font partie du coût de l'emprunt et plus ils s’élèvent, plus les entreprises et les ménages réduisent leurs dépenses. Ceci déplace la courbe de la demande agrégée vers la gauche. Le PIB à l’équilibre est maintenant inférieur au PIB potentiel. Comme la production de nombreuses entreprises diminue elles commencent à licencier des employés, et le chômage augmente. La baisse de la demande provoque également une baisse des prix. L’économie est en récession.
- Dépenses brutes d'investissement et consommation du gouvernement et administrations publiques ({\displaystyle G}).
- Exportations nettes ({\displaystyle NX} ou parfois ({\displaystyle X-M})), c'est-à-dire la demande nette par le reste du monde pour la production du pays.

En résumé, pour un pays précis à un moment donné, la demande agrégée ({\displaystyle D} ou {\displaystyle AD}) {\displaystyle =C+I_{p}+G+(X-M)}.
Ces macrovariables sont construites sur différents types de microvariables à partir du prix de chacune; ces variables sont donc exprimées en termes de devise (réelle ou nominale).

## Courbes de demande agrégée
L’interprétation de la courbe de la demande agrégée dépend de si elle est examinée du point de vue des variations dans la demande quand les revenus changent, ou du point de vue des variations dans la demande quand les prix changent.

### Croix keynésienne
Article principal : Croix keynésienne

### Modèle demande agrégée-offre agrégée
Article principal : Modèle AD-AS
Parfois, en particulier dans les manuels, la "demande agrégée" réfère à une courbe complète de la demande qui ressemble à la représentation suivante dans un diagramme Marshallien (en) typique d'un modèle d'offre et demande.

Diagramme de l'offre/demande agrégées

Ainsi nous pouvons considérer une "quantité demandée agrégée" ({\displaystyle Y^{d}=C+I_{p}+G+NX} en termes réels ou corrigés de l'inflation) pour tous niveaux de prix moyens agrégés {\displaystyle P} (tel que le déflateur du PIB).
Dans ces diagrammes, typiquement {\displaystyle Y^{d}} monte alors que le niveau de prix moyen ({\displaystyle P}) tombe, comme l'indique la ligne {\displaystyle AD} dans le diagramme. La raison théorique principale pour ça est que si l'offre nominale de monnaie ({\displaystyle M^{s}}) est constante, une valeur de {\displaystyle P} en diminution implique que l'offre de monnaie réelle ({\displaystyle {\tfrac {M^{s}}{P}}}) croît, encourageant des taux d’intérêt plus bas et une augmentation des dépenses. Ceci est souvent appelé l'effet Keynes.
En utilisant avec précaution les idées de la théorie de l'offre et de la demande, l'offre agrégée (en) peut aider à déterminer jusqu'à quel point une augmentation de la demande agrégée amène une augmentation de la production réelle, ou bien plutôt une augmentation des prix (inflation). Dans ce diagramme une augmentation de n'importe lequel des composants de {\displaystyle AD} (pour un {\displaystyle P} donné) déplace la courbe {\displaystyle AD} vers la droite. Ceci augmente à la fois le niveau de production réelle ({\displaystyle Y}) et le niveau de prix moyen ({\displaystyle P}).
Toutefois différents niveaux d’activité économique impliquent différents rapports relatifs d'augmentation de production et d'augmentation de prix. Pour de très bas niveaux de produit intérieur brut réel, et donc un grand nombre de personnes sans emploi, la plupart des économistes de l'école keynésienne suggèrent que la plus grande part du changement se fera sous la forme d'augmentation de la production et de l'emploi. Lorsque l’économie se rapproche de sa production potentielle ({\displaystyle Y*}), nous verrions de plus en plus d'augmentation des prix plutôt qu'une augmentation de la production avec l'augmentation de {\displaystyle AD} (voir la courbe "short-run aggregate supply" du diagramme).
Au-delà de {\displaystyle Y*}, cette augmentation des prix devient plus intense au point de dominer. Pire, des niveaux de production supérieurs à {\displaystyle Y*} ne peuvent pas être soutenus très longtemps. À ce point, l'offre agrégée {\displaystyle AS} est une relation de courte durée. Si l’économie persiste à fonctionner au-delà de son potentiel, la courbe {\displaystyle AS} se décalera vers la gauche, rendant l'augmentation en production réelle transitoire.
A de bas niveaux de {\displaystyle Y}, le monde devient plus compliqué. Tout d'abord la grande majorité des économies industrielles modernes ne font que très rarement l’expérience d'une chute des prix. Donc la courbe {\displaystyle AS} n'a que peu de chance de se décaler vers le bas ou la droite. Mais lorsqu'elles souffrent de baisse des prix (comme au Japon), ceci peut mener à une déflation désastreuse.

### Critique marxiste
Selon les principes du marxisme économique, l’équivalence entre demande agrégée et expansion du PIB ou produit national brut (PNB) est rejetée comme fausse, sur des bases conceptuelles et statistiques.
Premièrement, le PIB comme mesure de la valeur ajoutée exclut les achats de tous les biens et services intermédiaires utilisés pour la production. Nonobstant, la valeur ajoutée brute ne peut simplement être mise en équivalence avec la demande finale, dans la mesure où elle exclut les transferts, revenus immobiliers et la plus grande partie des échanges d'objets d'occasion.
Deuxièmement, la production brute (en), de laquelle le PIB est dérivé par soustraction des dépenses intermédiaires, ne comprend seulement les ressources ou dépenses considérées comme en rapport avec la production. Les revenus immobiliers sous la forme de certains types d’intérêts, transferts, locations de terres et des gains effectifs de capitaux par ventes de possessions sont exclus de la production brute et du PIB. En conséquence, si le montant des revenus immobiliers (ou transferts) augmentent, alors que le PIB reste constant, le revenu national peut néanmoins croître, et donc la demande agrégée peut également croître.
Troisièmement, la formation brute de capital fixe mesure uniquement les investissements en biens fixes productifs et biens immobiliers, et ne constitue pas l'investissement total, qui inclut également les achats d'actifs financiers.
Quatrièmement, le PIB exclut en principe les ventes d'objets d'occasion sauf ceux modifiés par une activité productive antécédente (par exemple, véhicules reconditionnés).
Enfin, le coût sur le PIB [traduction probablement incorrecte] ne prend clairement pas en compte la création de monnaie via le crédit par les banques et gouvernements, ce qui pousse la demande agrégée.
Ainsi, on peut débattre du fait que la notion keynésienne très large de demande agrégée :
- rend obscure la distribution des revenus entre classes sociales aux tendances différentes pour ce qui concerne l’épargne, la consommation et l'investissement, et également
- échoue à faire une distinction appropriée entre les différents types d'investissements et de coûts de consommation.

Limiter la consommation et encourager un taux plus élevé d'épargne n'implique pas automatiquement plus d'investissement, et moins d'investissement ne signifie pas automatiquement des coûts de consommation plus élevés. Les liquidités peuvent (comme Keynes l'admet lui-même) être thésaurisées.

## Dette
Une théorie post-keynésienne de la demande agrégée met l'accent sur le rôle de la dette qu'elle considère comme un composant de la demande agrégée; la contribution du changement de la dette à la demande agrégée est appelé par certains l’impulsion de crédit. La demande agrégée correspond à une dépense, que cela s'applique sur la consommation, l'investissement ou d'autres catégories. La dépense se rapporte au revenu via :
Revenu - Dépense = Épargne Nette
En réarrangeant les termes on obtient :
Dépense = Revenu + changement net de la Dette
En mots : ce que vous dépensez est ce que vous gagnez plus ce que vous empruntez. Si vous dépensez 110€ et que vous gagnez 100€, alors vous avez emprunté 10€; réciproquement, si vous dépensez 90€ et gagnez 100€, vous avez alors une épargne nette de 10€, ou encore vous avez réduit votre dette de 10€, pour un changement net de la dette de -10€.
Si la dette augmente ou diminue lentement en pourcentage du PIB, son effet sur la demande agrégée est faible; par contre si la dette est élevée alors des changements dans la dynamique de la croissance de la dette peut avoir un effet significatif sur la demande agrégée. Le changement de la dette est lié au niveau de la dette : si le niveau général d’endettement est 10 % et que 1 % des prêts ne sont pas remboursés, ceci touche le PIB à la hauteur de 1 % de 10 % = 0,1 % du PIB, ce qui se situe dans le bruit de fond statistique. Mais si le niveau d'endettement est 300 % du PIB et que 1 % des prêts ne sont pas remboursés, ceci touche le PIB à la hauteur de 1 % de 300 % = 3 % du PIB, ce qui est significatif : un changement de cette magnitude causera généralement une récession. De façon similaire, les changements dans le taux de remboursement (débiteurs remboursant leurs dettes) affecte la demande agrégée en proportion du niveau d'endettement. Ainsi, avec l'accroissement de l'endettement dans l’économie celle-ci devient plus sensible à la dynamique de la dette, et les bulles de crédit deviennent un risque macroéconomique. Comme les taux de pertes et d’épargne bondissent en périodes de récession, ce qui produit une diminution du crédit, la chute de la demande agrégée qui en résulte peut aggraver et perpétuer une récession en un cercle vicieux.
Ce point de vue a son origine dans la théorie de la dette-déflation (en) de Irving Fisher, auquel il est intimement lié, et dans la notion de bulle du crédit (le crédit étant l'autre face de la dette), et fut élaboré par l’école post-keynésienne. Si le niveau général d'endettement augmente chaque année alors la demande agrégée excède le revenu à la hauteur du même incrément. Toutefois, si l'endettement stoppe sa progression et commence à redescendre (si la "bulle éclate"), alors la demande agrégée sera inférieure au revenu, à la hauteur de l’épargne nette (largement sous la forme de remboursements de dettes ou de pertes, comme en cas de banqueroute). Ceci cause une baisse soudaine et soutenue de la demande agrégée, et ce choc est considéré être la raison première d'une classe de crises économiques, plus précisément de crises financières. En effet, une chute de l'endettement n'est pas nécessaire – il suffit d'un ralentissement du taux de croissance de la dette pour causer une chute de la demande agrégée (par rapport aux années d'emprunts plus élevées). Ces crises se terminent quand le crédit recommence à augmenter, soit parce que toutes ou la plupart des dettes ont été remboursées ou considérées comme pertes, ou encore pour d'autres raisons telle que celles mentionnées ci-dessous.
Du point de vue de la dette, la solution des keynésiens aux dépenses publiques des gouvernements faisant face à une crise économique consiste en une des-épargne nette (accroissant la dette) pour compenser l'insuffisance de la dette privée : cette solution remplace la dette privée par de la dette publique. D'autres alternatives incluent efforts pour redémarrer l'augmentation de la dette privée (« regonfler la bulle »), ou pour ralentir ou stopper sa chute; également la levée partielle ou totale de la dette qui, par la diminution ou l’élimination de la dette empêche le crédit de se contracter (puisqu'il ne peut pas tomber sous le zéro) et permet à la dette de se stabiliser ou même de croître – ceci a l'effet supplémentaire de redistribuer les richesses des créditeurs (qui ont fait passer les dettes en pertes) vers les débiteurs (dont les dettes sont levées).